# Abdou Harroui
Abdoulrahmane Harroui, detto Abdou (Leida, 13 gennaio 1998), è un calciatore marocchino con cittadinanza olandese, centrocampista del Verona.

## Biografia
Nato nei Paesi Bassi, ha origini marocchine.

## Caratteristiche tecniche
Il suo ruolo è quello di mediano in un 4-2-3-1, ma all'occorrenza può giocare anche da esterno di centrocampo grazie alla sua capacità di muoversi palla al piede.

## Carriera

### Club

#### Sparta Rotterdam
Cresciuto nel settore giovanile dello Sparta Rotterdam, ha debuttato in prima squadra il 24 febbraio 2018 disputando l'incontro di Eredivisie perso 2-1 contro l'AZ Alkmaar. Nella stagione 2020/2021 si mette in mostra segnando 6 gol in 33 partite di Eredivisie.

#### Sassuolo
Il 31 agosto 2021 viene ceduto al Sassuolo  in prestito con obbligo di riscatto a 3,5 milioni di euro. Esordisce con i neroverdi (oltreché in Serie A) il 17 settembre 2021 in occasione della sconfitta per 0-1 contro il Torino. Il 19 gennaio 2022 segna la prima rete con i neroverdi, nel debutto in Coppa Italia, decisiva per il successo sul Cagliari negli ottavi di finale.
Realizza la sua prima rete in Serie A il 2 ottobre 2022 nel successo per 5-0 contro la Salernitana. Si ripete l'8 aprile 2023 nella sconfitta per 2-1 contro il Verona.

#### Frosinone
Il 13 luglio 2023 viene ceduto al Frosinone a titolo definitivo, diventando l'acquisto più oneroso della storia del club laziale. Esordisce con i ciociari il 5 agosto seguente, nella partita casalinga di Coppa Italia vinta per 1-0 contro il Pisa, mentre il 19 agosto realizza su calcio di rigore la prima rete del campionato di Serie A 2023-2024, nella partita persa in casa contro il Napoli (1-3). Si ripete dopo sette giorni in Frosinone-Atalanta (2-1) con un nuovo gol nei primi minuti, stavolta decisivo per la vittoria ciociara. Un infortunio lo tiene lontano dai campi per quasi metà stagione e torna al gol il 6 gennaio 2024 contro il Monza.

#### Verona
Il 9 luglio 2024, Harroui passa a titolo definitivo al Verona, sempre in Serie A, con cui firma un contratto quadriennale. Il 3 novembre segna la sua prima rete con la maglia dei veneti, firmando il definitivo successo per 3-2 contro la Roma.

### Nazionale
Dopo avere esordito con la nazionale Under-20 olandese nel 2018 e con l'Under-21 nel 2019, nel marzo 2020 ha rifiutato una chiamata da parte del Marocco. Nel settembre 2021, nonostante avesse disputato il campionato europeo Under-21 con i Paesi Bassi pochi mesi prima, torna sui propri passi accettando la chiamata della nazionale maggiore marocchina.

## Statistiche

### Presenze e reti nei club
Statistiche aggiornate al 4 novembre 2024.
| Stagione                | Squadra                 | Campionato              | Campionato | Campionato | Coppe nazionali | Coppe nazionali | Coppe nazionali | Coppe continentali | Coppe continentali | Coppe continentali | Altre coppe | Altre coppe | Altre coppe | Totale | Totale |
| Stagione                | Squadra                 | Comp                    | Pres       | Reti       | Comp            | Pres            | Reti            | Comp               | Pres               | Reti               | Comp        | Pres        | Reti        | Pres   | Reti   |
| ----------------------- | ----------------------- | ----------------------- | ---------- | ---------- | --------------- | --------------- | --------------- | ------------------ | ------------------ | ------------------ | ----------- | ----------- | ----------- | ------ | ------ |
| 2016-2017               | Jong Sparta             | 2D                      | 20         | 1          |                 | -               | -               |                    | -                  | -                  |             | -           | -           | 20     | 1      |
| 2017-2018               | Jong Sparta             | 2D                      | 25         | 9          |                 | -               | -               |                    | -                  | -                  |             | -           | -           | 25     | 9      |
| Totale Jong Sparta      | Totale Jong Sparta      | Totale Jong Sparta      | 45         | 10         |                 | -               | -               |                    | -                  | -                  |             | -           | -           | 45     | 10     |
| 2017-2018               | Sparta Rotterdam        | ED                      | 1+1        | 0          | CO              | 0               | 0               |                    | -                  | -                  |             | -           | -           | 2      | 0      |
| 2018-2019               | Sparta Rotterdam        | 1D                      | 35+4       | 4+2        | CO              | 1               | 2               |                    | -                  | -                  |             | -           | -           | 40     | 8      |
| 2019-2020               | Sparta Rotterdam        | ED                      | 26         | 4          | CO              | 0               | 0               |                    | -                  | -                  |             | -           | -           | 26     | 4      |
| 2020-2021               | Sparta Rotterdam        | ED                      | 33         | 6          | CO              | 1               | 0               |                    | -                  | -                  |             | -           | -           | 34     | 6      |
| ago. 2021               | Sparta Rotterdam        | ED                      | 1          | 0          | CO              | 0               | 0               |                    | -                  | -                  |             | -           | -           | 1      | 0      |
| Totale Sparta Rotterdam | Totale Sparta Rotterdam | Totale Sparta Rotterdam | 96+5       | 14+2       |                 | 2               | 2               |                    | -                  | -                  |             | -           | -           | 103    | 18     |
| 2021-2022               | Sassuolo                | A                       | 22         | 0          | CI              | 2               | 1               |                    | -                  | -                  |             | -           | -           | 24     | 1      |
| 2022-2023               | Sassuolo                | A                       | 23         | 2          | CI              | 1               | 0               |                    | -                  | -                  |             | -           | -           | 24     | 2      |
| Totale Sassuolo         | Totale Sassuolo         | Totale Sassuolo         | 45         | 2          |                 | 3               | 1               |                    | -                  | -                  |             | -           | -           | 48     | 3      |
| 2023-2024               | Frosinone               | A                       | 18         | 3          | CI              | 3               | 1               |                    | -                  | -                  |             | -           | -           | 21     | 4      |
| 2024-2025               | Verona                  | A                       | 5          | 1          | CI              | 1               | 0               |                    | -                  | -                  |             | -           | -           | 6      | 1      |
| Totale carriera         | Totale carriera         | Totale carriera         | 214        | 32         |                 | 9               | 4               |                    | -                  | -                  |             | -           | -           | 223    | 36     |